# Gilles (expression)
Pour les articles homonymes, voir Gilles.
 (juin 2016).
Gilles est une expression utilisée dans certains villages alsaciens pour qualifier quelqu’un d’idiot.
Par le passé (approximativement au XIVe siècle), il s’agissait des fous du village. Elle pouvait aussi être employée pour exprimer la désapprobation de l’odeur nauséabonde d’une personne.

## Étymologie et histoire
L’expression trouve son fondement dans l’étymologie du nom en latin : aegidius qui signifie petite chèvre. En effet, c’est le hasard qui est à l’origine de cette expression (ceci est une anecdote connue dans certaines communes alsaciennes et racontée de génération en génération) : un jour, dans un village alsacien quelconque (et variant selon le lieu où est racontée l’histoire), un fou (son nom était Hans, d’après la légende) se comportait comme une chèvre et le curé qui célébrait la messe en latin, déclara à sa vue « Aegidius ».

### Aujourd'hui
De nos jours, l’expression est utilisée pour souligner l’idiotie ou la brutalité (voire le manque de tact) d’une tierce personne.  Cependant l’expression semble de moins en moins utilisée. Cette expression est aussi parfois utilisée pour décrire un supérieur hiérarchique arrogant et mégalomane.